# Chadisra bipars
Chadisra bipars is een vlinder uit de familie van de tandvlinders (Notodontidae). De soort komt voor in het Oriëntaals gebied.
De mannetjes hebben een spanwijdte van 35 tot 38 mm, de vrouwtjes van 45 tot 50 mm.